# Горнберг, Гаральд
Гаральд Горнберг (нем. Harald Gustav Robert Hornberg) — лютеранский пастор из балтийских немцев.

## Биография
Гаральд Густав Роберт (Гаральд Константинович) Горнберг родился 9 (21) февраля 1875 года в Дерпте, в семье купца Константина Горнберга и его супруги Франциски Евгении, урожденной Буш. Начальное образование получил в Дерптской гимназии, после окончания которой в 1894 году поступил на богословский факультет Дерптского университета. В 1900 году был удостоен степени кандидата богословия. Успешно пройдя испытательный срок, Горнберг был посвящен в духовный сан. Ординация состоялась 11 марта 1901 года.
В 1901—1909 годах служил пастором в Лифляндской губернии, в нейгаузенском приходе (ныне Вастселийна). В 1910—1913 годах возглавлял приход лютеранской церкви Св. Иакова (Якова) в Пскове, став преемником Германа Брезинского. Пастор Горнберг поддерживал культурно-просветительскую и благотворительную работу в приходе, уделял большое внимание приюту для престарелых прихожан и преподавал Закон Божий в приходском училище, имевшем статус частной женской прогимназии. Он проявил себя как талантливый преподаватель и яркий проповедник, пользовавшийся любовью прихожан и умевший находить общий язык с представителями самых разных социальных групп.
Весной 1913 года Горнберг переехал в Санкт-Петербург, будучи приглашен на место одного из трех пасторов немецкой лютеранской церкви Св. Петра (Петрикирхе) — крупнейшего иноверческого прихода российской столицы. Занимался душепопечительской и богослужебной деятельностью, проводил библейские чтения, детские богослужения, занятия с конфирмантами. Наряду с двумя другими пасторами, Вильгельмом Кентманом и Карлом Вальтером, состоял в Управлении училищ Св. Петра. Помимо этого, пастор Горнберг занимался делами приходских учреждений: являлся членом Комитета сиротского дома, Общества призрения бедных и Комитета детского оздоровительного учреждения в Райволе, был председателем Комитета богадельни «Вифезда» в Стрельне.
После начала Первой мировой войны для Горнберга, как и других представителей духовенства, начались будни, требующие напряженного труда и самопожертвования. Пастор регулярно посещал тяжелораненых и умирающих солдат, совершал богослужения и таинства причащения. Он близко к сердцу принимал тяготы страждущих и сострадал всем презираемым и гонимым, даря утешение и протягивая руку помощи.
5 (18) ноября 1914 года пастор Горнберг скоропостижно скончался. Огромная нагрузка военного времени и эмоциональное напряжение, связанное в том числе с антинемецкими настроениями и преследованием братьев по вере, приблизили его конец. Похороны состоялись 8 (21) ноября 1914 года. Пастор был погребен на Смоленском лютеранском кладбище. Могила его не сохранилась.

## Семья
Жена — Хильдегарда Лиллевельд (нем. Hildegard Leontine Gerlinda Lilleweld). В семье родилось трое детей: дочь Магдалина, сын Курт и дочь Ирмгард.